# Wojny bananowe

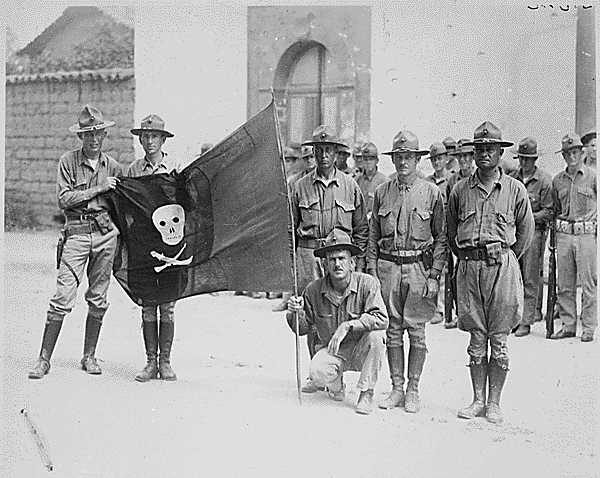
Amerykańscy marines ze zdobytą flagą oddziałów Augusto Sandino w Nikaragui (1932)

Wojny bananowe – seria kampanii wojskowych, okupacji i interwencji podjętych przez Stany Zjednoczone w Ameryce Środkowej i na Karaibach. Wojny bananowe trwały od zakończenia konfliktu amerykańsko-hiszpańskiego w 1898 i były następstwem pokoju paryskiego, w wyniku którego Kuba i Portoryko znalazły się pod amerykańską kontrolą. Za datę końcową wojen bananowych uważa się rok 1934, w którym wycofano wojska amerykańskie z Haiti, a prezydent Franklin Delano Roosevelt ogłosił doktrynę dobrego sąsiedztwa.
Przyczyny wojen bananowych były bardzo różne, ale przede wszystkim natury ekonomicznej. Termin „Wojny Bananowe” wziął się od działalności United Fruit Company, amerykańskiej firmy, która wykorzystując kontrolę USA nad krajami Ameryki Środkowej i Karaibów, przejęła wiele plantacji bananów, tytoniu i trzciny cukrowej, osiągając w ten sposób znaczne zyski.
Wojny miały także przyczyny polityczne, związane z planem poszerzania amerykańskiej strefy wpływów i utrzymania kontroli nad Kanałem Panamskim. Zarządzanie nim dawało władzę nad ogromną częścią handlu morskiego półkuli zachodniej i było ważne z punktu widzenia obronności państwa, gdyż w przypadku, gdyby Stany nie mogły z niego korzystać, przerzucenie floty z jednego z wybrzeża USA na drugie byłoby o wiele trudniejsze i dłuższe.

## Obszar działań
- Panama – Stany Zjednoczone interesowały się terenami Panamy już wcześniej, co związane było z planami budowy kanału mającego umożliwić przepłynięcie z Atlantyku na Ocean Spokojny bez konieczności opływania Ameryki Południowej. Już w 1846 zawarta została umowa zwana Traktatem Mallarino-Bidlack między USA a rządem Republiki Nowej Granady, której Panama była wówczas częścią. Traktat dotyczył amerykańskiego handlu przez Przesmyk Panamski. Wpływy amerykańskie w regionie nasiliły się wraz z 1856 rokiem, kiedy to doszło do wybuchu tak zwanej Wojny Arbuzowej. W 1903 Panama oddzieliła się od Kolumbii, tworząc odrębne państwo. Ogromny wpływ na to wydarzenie mieli Amerykanie, uważający Panamę za swoją strefę wpływów. Stacjonowały tu wojska amerykańskie. W 1904 ruszyła budowa Kanału Panamskiego. Po jej zakończeniu, znajdował się on aż do 1999 pod kontrolą Amerykanów. Mimo ogłoszenia doktryny dobrego sąsiedztwa w Panamie utrzymywane były znaczące wpływy amerykańskie i dochodziło do interwencji militarnych.
- Nikaragua – amerykańskie rządy już we wcześniejszych latach dążyły do podporządkowania sobie tego kraju. Okupacja przez United States Army trwała niemal nieprzerwanie między 1912 a 1933 rokiem.
- Kuba – znajdowała się pod kontrolą i zarządem wojsk amerykańskich między 1899 a 1902 rokiem, obowiązki gubernatora pełnił wówczas Leonard Wood. Kolejne okupacje przypadają na lata 1906–1909, 1912 i 1917–1922. Okupacje te, aż do 1934, były uzasadnione prawnie na podstawie tak zwanej Poprawki Platta.
- Haiti – okupowane od 1915 do 1934, jedną z przyczyn interwencji było zagrożenie dla interesów Haitian American Sugar Company.
- Dominikana – interwencje wojskowe w 1903, 1904 i 1914, okupowana od 1916 do 1924.
- Honduras – pierwowzór tak zwanej republiki bananowej, United Fruit Company i Standard Fruit Company całkowicie zdominowały uprawę i handel bananami z Hondurasu. Uprawa tych owoców była kluczowym sektorem gospodarki honduraskiej. Monopol amerykańskich firm na tym polu doprowadził do wykupienia przez nie innych ważnych dziedzin gospodarki i niemal całej infrastruktury kraju. USA interweniowało w Hondurasie między innymi w celu obrony stanu posiadania amerykańskich firm. Interwencje miały miejsce w latach 1903, 1907, 1911, 1912, 1919, 1924 i 1925.
- Meksyk – Stany Zjednoczone były żywo zainteresowane sytuacją w Meksyku i rywalizowały z tym krajem. Między obydwoma państwami panowały wówczas bardzo napięte stosunki, które w wyniku takich wydarzeń jak wypadki w Tampico, okupacja Veracruz przez Amerykanów, niezgodne z prawem przekraczanie granicy Meksyku i starcie wojsk pod Carrizal, ulegały pogorszeniu. Obydwa kraje w tamtych czasach były bliskie wojny.

Inne kraje Ameryki Łacińskiej również znajdowały się wówczas pod silnym wpływem USA, co było związane z prowadzoną przez ten kraj polityką. Doktryna Monroego, określająca postawę USA w polityce międzynarodowej jako izolacjonistyczną, została zmodyfikowana na początku XX wieku. Zmiany te, przeprowadzone w sposobie prowadzenia polityki zagranicznej USA, nazywa się Rooseveltowskim uzupełnieniem. Władze Stanów Zjednoczonych przyznawały sobie prawo do interwencji i kreowania polityki na półkuli zachodniej, uznając tę część świata za swoją strefę wpływów. Oficjalnie, interwencje miały być podejmowane dla dobra zajmowanych krajów, po to aby ustabilizować panującą tam sytuację. Jednak krytycy tej polityki uważają, iż był to po prostu amerykański imperializm. Oprócz nacisków militarnych, stosowano również tak zwaną dyplomację dolarową, mającą na celu uzależnić ekonomicznie państwa leżące w amerykańskiej strefie wpływów.